# لوئیس د پابلو
لوئیس د پابلو (اسپانیایی: Luis de Pablo‎؛ زادهٔ ۲۸ ژانویهٔ ۱۹۳۰ – درگذشتهٔ ۱۰ اکتبر ۲۰۲۱) آهنگساز اهل اسپانیا بود. او متعلق به آهنگسازان و موسیقی‌دانان «نسل ۵۱» بود.
وی در شهر بیلبائو متولد شد.  پس از آن‌که پدرش را در جریان جنگ داخلی اسپانیا از دست داد، در سن شش‌سالگی همراه با مادر و خواهران و برادرانش به مادرید نقل مکان کرد. گرچه از ۱۲ سالگی آهنگسازی را آغاز کرده بود، اما شرایط زندگی‌اش اجازه نمی‌داد به حرفه‌ای هنری فکر کند، بنابراین در دانشگاه کمپلوتنسه مادرید در رشته حقوق تحصیل کرد.
پس از فارغ‌التحصیلی در سال ۱۹۵۲، مدتی به‌عنوان مشاور حقوقی در شرکت هواپیمایی ایبریا ایرلاین کار کرد، اما خیلی زود از این شغل استعفا داد تا به حرفه موسیقی بپردازد. او به‌عنوان آهنگساز، اساساً خودآموخته بود.
در دهه ۱۹۶۰ در دوره‌های تابستانی دارمشتات (Darmstädter Ferienkurse) حضور یافت، جایی که با پیر بولز، گئورگ لیگتی، برونو مادرنا و کارل‌هاینس اشتوکهاوزن آشنا شد. در پاریس نیز نزد ماکس دویچ و موریس اوهانا آموزش دید. حضورش در دارمشتات در سال ۱۹۵۹ منجر به اجرای برخی از آثارش توسط پیر بولز و برونو مادرنا شد.
از فیلم‌ها یا مجموعه‌های تلویزیونی که وی در آن‌ها نقش داشت، می‌توان به روح کندوی عسل و باغ لذت‌ها اشاره نمود.